# Emilio de Miguel
Emilio de Miguel Martínez (Reinosa, Cantabria, 1949) es un catedrático de Literatura Española en el departamento de Literatura Española e Hispanoamericana de la Universidad de Salamanca, y profesor de Literatura Medieval Española y de Teatro Español Contemporáneo. Es considerado un experto en temas celestinescos. Es padre del cómico, presentador de televisión y locutor de radio salmantino Héctor de Miguel.

## Biografía
Natural del municipio cántabro de Reinosa, está afincado en Salamanca desde 1970.

### Trayectoria profesional
Cabe destacar sus ediciones de “La Celestina”: la edición facsímil, más estudio y versión modernizada de la “Comedia de Calisto y Melibea”, sobre el ejemplar de Burgos 1499 (1999) y la edición, precedida de amplio estudio, de la “Tragicomedia de Calisto y Melibea”, conforme a la edición de Salamanca, 1570 (2006). Es autor de estudios como “La Celestina de Fernando de Rojas” (1996), “Melibea en amores: vida y literatura” (2000), “Llantos y Llanto en La Celestina” (2001) o “La Celestina, madre rehusada del teatro español” (2009). En colaboración con Javier San José Lera ha estudiado y editado “El teatro colegial en la Nueva España. Texto y contexto de “El esposo por enigma”” (2006) y con Pedro Cátedra, “Tres coloquios pastoriles de Juan de Vergara y Lope de Rueda”  (2006). 
En 2016 presentó su libro “a, ante, bajo, cabe, con La Celestina” y en 2020 vio la luz su libro “Paseo entretenido por textos medievales”.